# Chubuteri
El chubuteri (Chubutherium ferelloi) és una espècie extinta de mamífer pilós de posició taxonòmica incerta, tal vegada de la família dels milodòntids, que visqué a Sud-amèrica des de l'Oligocè superior fins al Miocè mitjà. Se n'han trobat restes fòssils a la província argentina de Chubut. Es tracta de l'única espècie del gènere Chubutherium. És conegut a partir de material de les extremitats. Es distingeix dels seus parents propers per la presència d'una faceta cuboide molt còncava a l'astràgal. El nom genèric Chubutherium significa ‘bèstia de Chubut’.